# Dampiercythere tuberoreticulata
Dampiercythere tuberoreticulata is een mosselkreeftjessoort uit de familie van de Cytheridae. De wetenschappelijke naam van de soort is voor het eerst geldig gepubliceerd in 1978 door Hartmann.